# The Dream, The Space
The Dream, the Space — второй студийный альбом японской электроникор группы Crossfaith. Релиз состоялся 20 апреля 2011 года на лейбле Zestone Records в Японии и через Tragic Hero Records в мире.

## Список композиций
Слова и музыка всех песен — Crossfaith.
| №                   | Название                                           | Длительность |
| ------------------- | -------------------------------------------------- | ------------ |
| 1.                  | «Technologia»                                      | 0:28         |
| 2.                  | «Chaos Attractor»                                  | 2:28         |
| 3.                  | «Stars Faded in Slow Motion»                       | 4:36         |
| 4.                  | «Promise»                                          | 3:24         |
| 5.                  | «The Dream, the Space»                             | 3:34         |
| 6.                  | «Snake Code (Caribbean Death Roulette)»            | 3:46         |
| 7.                  | «Demise and Kiss (совместно с Masato of coldrain)» | 3:44         |
| 8.                  | «Panorama (Interlude)»                             | 1:02         |
| 9.                  | «Crystal Echoes Back to Our Tragedy»               | 4:19         |
| 10.                 | «Nostalgia»                                        | 3:08         |
| Общая длительность: | Общая длительность:                                | 30:23        |